# Beatriz Argimón
Beatriz Argimón (Montevideo, 14 d'agost de 1961), és una notària i política uruguaiana, pertanyent al Partit Nacional.
Va ser representant pel departament de Montevideo. Candidata a vicepresident pel Partit Nacional amb Luis Lacalle Pou, va ser elegida per al període 2020-2025.